# Marion Davies
Marion Davies (właśc. Marion Cecilia Douras; ur. 3 stycznia 1897 w Nowym Jorku, zm. 22 września 1961 w Los Angeles) – amerykańska aktorka filmowa, scenarzystka, producentka filmowa i filantropka.
Przez ponad 30 lat zostawała w nieformalnym związku z milionerem i prasowym magnatem Williamem Randolphem Hearstem, który założył dla niej firmę produkcyjną Cosmopolitan Production oraz dla której zamawiał scenariusze filmowe od uznanych twórców i zatrudniał najlepszych reżyserów, choć była słabą i nieutalentowaną aktorką. W 1951 poślubiła Horace’a G. Browna, z którym pozostawała aż do swojej śmierci w 1961.

## Wybrana filmografia
producentka
- 1919: Getting Mary Married
- 1930: Not So Dumb
- 1932: Blondie of the Follies
- 1936: Hearts Divided

aktorka
- 1917: Runaway, Romany jako Romany
- 1918: Beatrice Fairfax jako Beatrice Fairfax Rose
- 1923: Adam i Ewa jako Eva King
- 1923: Pielgrzym jako członkini kongregacji (niewym. w czołówce)
- 1925: Ben-Hur statystka w wyścigu rydwanów
- 1928: The Cardboard Lover jako Sally
- 1929: Hollywood Revue jako ona sama
- 1933: Going Hollywood jako Sylvia Bruce
- 1934: Szpieg nr 13 jako Gail Loveless (szpieg nr 13)
- 1936: Cain i Mabel jako Mabel O’Dare

## Wyróżnienia
Posiada swoją gwiazdę na Hollywoodzkiej Alei Gwiazd.